# Pseudispella discernenda
Pseudispella discernenda is een keversoort uit de familie bladkevers (Chrysomelidae). De wetenschappelijke naam van de soort werd in 1949 gepubliceerd door Uhmann.